# Jordan Firstman
Jordan Firstman (8 luglio 1991) è un attore e sceneggiatore statunitense.

## Biografia
Nato e cresciuto a Long Island, ha cominciato a lavorare al cinema e in televisione a metà degli anni 2010, ottenendo un primo successo come sceneggiatore di Search Party. Nel 2016 il suo cortometraggio Call Your Father, scritto e diretto dallo stesso Firstman, è stato presentato in concorso al Sundance Film Festival. Si è affermato come apprezzato attore comico su Instagram durante la pandemia di Covid-19. Nel 2022 si è unito al cast di Ms. Marvel, mentre nel 2023 ha recitato nei film You People e Rotting in the Sun.
È dichiaratamente gay.

## Filmografia parziale

### Attore

#### Cinema
- Rotting in the Sun, regia di Sebastián Silva (2023)
- You People, regia di Kenya Barris (2023)

#### Televisione
- Search Party - serie TV, 3 episodi (2016-2017)
- This Close - serie TV, episodio 2x3 (2018)
- Miracle Workers - serie TV, episodio 3x2 (2021)
- Ms. Marvel - serie TV, 3 episodi (2022)
- The English Teacher - serie TV (2024)

### Sceneggiatore
- Search Party - serie TV, 13 episodi (2016-2021)

## Doppiatori italiani
- Davide Albano in Ms. Marvel